# Renate Breuß
Renate Breuß (* 1956 in Hohenems) ist eine österreichische Kunsthistorikerin.

## Leben
Renate Breuß studierte Kunstgeschichte in Wien und Innsbruck.
Renate Breuß ist freischaffende Kunst- und Kulturhistorikerin und war von 2009 bis 2016 Geschäftsführerin vom Werkraum Bregenzerwald.
Sie ist seit 1999 Lehrbeauftragte für Kultur, Design und Wahrnehmung an der Fachhochschule Vorarlberg.
Renate Breuß lebt und arbeitet in Rankweil.

## Publikationen
- Das Mass im Kochen. Mengen- und Massangaben in Kochrezepten von der Antike bis zur Einführung der metrischen Masse im 19. Jahrhundert und deren Parallelität zu künstlerischen Gestaltungsprinzipien. Mit einem Vorwort von Peter Kubelka, Fotos von Franziska Krammel-Högler, Haymon Verlag, Innsbruck 1999, ISBN 978-3-85218-312-1.
- Brennpunkt Küche. Planen, ausstatten, nutzen. Ausstellungskatalog, Frauenmuseum Hittisau, Heimatmuseum Schruns, Femail, Fraueninformationszentrum Vorarlberg, Feldkirch 2001, 89 Seiten.
- Handwerk. In: Rita Bertolini: Innenleben Vorarlberg. Fotografischer Blick ins Innere von 116 Häusern dieses Landes. Ausstellung 2010 im Egg Museum, Bertolini Verlag, Bregenz 2010, ISBN 978-3-9502706-0-0.
- mit Köbi Gantenbein: Werkraum Bregenzerwald. Hochparterre, Zürich 2014, 26 Seiten.
- mit Florian Aicher: Eigen + sinnig. Der Werkraum Bregenzerwald als Modell für ein neues Handwerk. Bilder von Thomas Lüttge, Oekom-Verlag, München 2015, ISBN 978-3-936581-88-1.
- Wenn Räume riechen. In: Holzbauten in Vorarlberg. Timber structures in Vorarlberg. Herausgegeben von Sandra Hofmeister, Institut für Internationale Architektur-Dokumentation, Edition Detail, München 2017, ISBN 978-3-95553-381-6, S. 27–37.
- Cooperation in Regional Craftsmanship as a Culture of Sharing. In: Intangible Heritage Studies 2019. Participant at the World Forum for ICH at the National Intangible Heritage Center (NIHC) Jeonju, Korea 2018.
- Attracting young people for Craftsmanship. In: International Journal of Crafts and Folk Arts. Volume 2, Jinju Culture and Tourism Foundation, Jinju 2021.
- Peter Zumthor im Gespräch mit Renate Breuss. Interview, Verlag Scheidegger und Spiess, Zürich 2021, 18 Seiten.
- Das Herz ist der Herd. In: Dear to me. Peter Zumthor im Gespräch mit Renate Breuss im Kunsthaus Bregenz 2017. Scheidegger & Spiess, Zürich 2021.
- Das Maß im Kochen. Mit einem Vorwort von Peter Kubelka, Fotos von Franziska Wächtler, Löwenzahn Verlag, Innsbruck 2022, ISBN 978-3-7066-2655-2.
- Handwerk+Form – ein Gestaltungswettbewerb im Handwerk. In: Mythos Handwerk. Zwischen Ideal und Alltag. Ausstellungskatalog, Museum für Angewandte Kunst Frankfurt, Verlag für moderne Kunst, Wien 2022, ISBN 978-3-903439-09-2.

## Anerkennungen
- 2009 Nominierung Staatspreis Design
- 2010/2011 Österreichischer Bau-Preis Kategorie Organisationen und Netzwerke mit Werkraum Bregenzerwald[1]
- Österreichischer Bauherrenpreis 2014 mit Werkraum Bregenzerwald
- 2017 Großes Verdienstzeichen des Landes Vorarlberg

## Mitgliedschaften
- Kommission für Kulturelles Erbe und Landeskunde Vorarlberg
- Kulturbeirat des Landes Vorarlberg